# الذين لم يعودوا (فلم وثائقي)
الذين لم يعودوا هو فيلم وثائقي عُرض في 2010 من إنتاج وإخراج ناثان فيشر. الفيلم يحكي قصة خمسة لاجئين عراقين من الطبقة المتوسطة الذين غادروا بلادهم بسبب الاحتلال الأمريكي للعراق. صُوِّر الفيلم في سوريا والأردن مع خمسة لاجئين.
عُرِضَ الفيلم في 25 أبريل 2010 في مهرجان مينيابوليس-سانت بول الدولي السينمائي، وفاز بجائزة «الأفضل في المهرجان». وشارك في مهرجان مرفأ السينمائي 2010 وفي مهرجان هيومن رايتس ووتش السينمائي الدولي في نيويورك.

## وصلات خارجية
- الموقع الرسمي
- مقالات تستعمل روابط فنية بلا صلة مع ويكي بيانات